# Bemowo (stacja metra)
Bemowo – stacja linii M2 metra w Warszawie. Znajduje się wzdłuż ulicy Górczewskiej pod jej południową jezdnią, w rejonie skrzyżowania z ulicą Powstańców Śląskich, w dzielnicy Bemowo, w sąsiedztwie budynku urzędu tej dzielnicy.

## Opis
Jej budowa rozpoczęła się w 2019 roku. Pierwotnie funkcjonowała pod nazwą roboczą Powstańców Śląskich. Wykonawcą stacji było konsorcjum firm Gülermak i Astaldi.
Stacja została otwarta 30 czerwca 2022. Uroczystego otwarcia dokonali Prezydent Warszawy Rafał Trzaskowski i unijna komisarz Elisa Ferreira.
Stacja C4 Bemowo została zaprojektowana przez konsorcjum biur Metroprojekt i AMC Andrzej M. Chołdzyński. Korpus stacji z torami odstawczymi ma długość 459 m. Całkowita kubatura obiektu z torami odstawczymi wynosi 224 586 m³. Posadzki stacji są wykładane granitem, a przy schodach znajdą się kolorowe mozaiki. Ściany zatorowe stacji wykonano ze stali kortenowskiej. Na stropach znajdują się kwadratowe kasetony akustyczne wykonane z miedzi, które są ułożone skośnie do osi peronu. Na powierzchni, przy wyjściach ze stacji znajdują się stalowe konstrukcje wiat obudowane szkłem, a także szyby windowe pokryte cegłą.
W części stacji znajduje się Punkt Obsługi Pasażerów ZTM, który jest dostosowany do obsługi osób z niepełnosprawnościami, w tym osób niesłyszących.